# Rafa Gomes
Rafaela Gomes e Silva, mais conhecida como Rafa Gomes (Curitiba, 26 de dezembro de 2005), é uma cantora e atriz brasileira. Ela chegou à fama após ser finalista da primeira temporada do The Voice Kids, exibida pela TV Globo em 2016.

## Biografia e carreira
Rafaela Gomes teve contato com música desde cedo por influência de sua família. Sua mãe é formada em educação musical e dona de uma escola de música, onde Rafa estuda piano e técnica vocal. Seu pai e irmão também tocam, e a família se reune frequentemente em um mini-estúdio que possuem em casa. Por iniciativa própria pediu a mãe para inscrevê-la no The Voice Kids (1.ª temporada), programa o qual não ganhou, mas que, mesmo assim, lhe garantiu muito sucesso. Rafa já dividiu o palco com estrelas da música brasileira como Roberto Carlos, Tiago Iorc, Ivete Sangalo, Carlinhos Brown, Toquinho e Preta Gil.

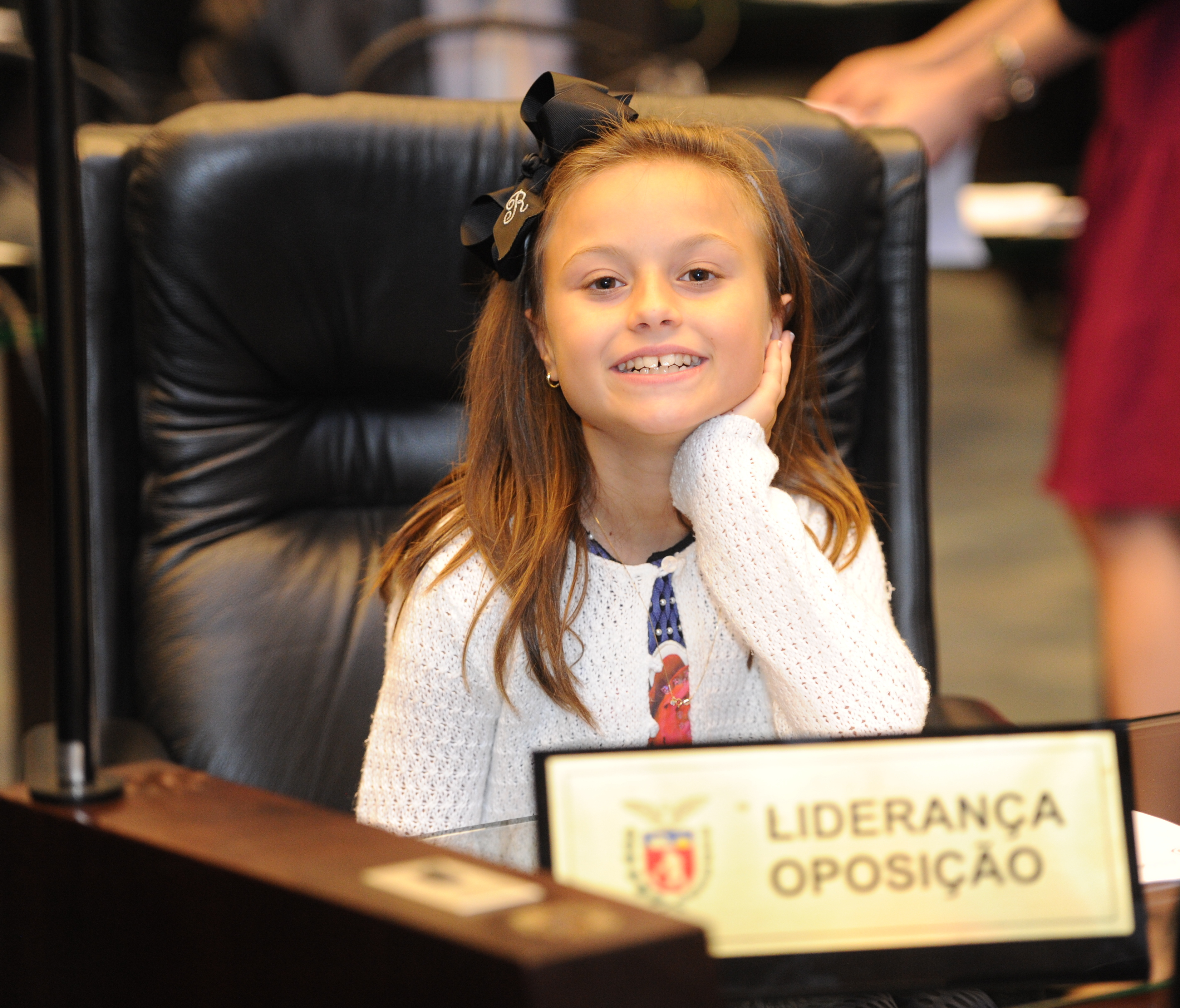
Gomes recebe homenagem na Assembleia Legislativa do Paraná (2016)

Após sua participação no The Voice Kids, continuou sua carreira com a criação do seu canal no YouTube e também com o seu show de música, teatro e dança: "Rafa, o Musical", protagonizado por ela em um show em Curitiba, no Teatro Positivo em maio de 2016. Ainda em 2016, representou dois personagens na peça "Planeta Alfabetus", promovida pelo seu curso de teatro no Teatro Barracão EnCena. Em dezembro de 2016, Rafa participou do especial de fim de ano Simplesmente Roberto Carlos da Rede Globo como convidada do cantor Roberto Carlos, com quem cantou três músicas.
No início de 2017, foi convidada para ser a madrinha do Batalhão de Operações Aéreas do Paraná e assumiu papel de embaixadora da corporação. Suas atribuições são compremeter-se com ações sociais e culturais da unidade junto à sociedade. Durante a solenidade, Rafa recebeu uma farda e posou junto aos integrantes e aeronaves do batalhão.
Participou da trilha sonora de divulgação de Os Saltimbancos Trapalhões: Rumo a Hollywood a pedido da produção do filme. Gravou "História de Uma Gata" e "Piruetas", clássicos da obra Saltimbancos, e foi elogiada pela equipe do espetáculo. Também participou da trilha sonora do filme A Menina Índigo e cantou "O Sal da Terra" (Beto Guedes e Ronaldo Bastos). 
Em sua primeira apresentação no exterior, foi convidada para abrir a oitava edição do evento anual promovido pelo Hospital Pequeno Príncipe em Nova Iorque. Rafa interpretou Michael Jackson e dividiu palco com Tiago Abravanel.
Em 2018, foi protagonista da nova campanha institucional do Kumon Brasil – "Vem comigo!" –, veiculada nas TVs abertas e fechadas. Ela também participa de shows de inauguração e reinauguração das unidades e promove desafios e exercícios por meio de redes sociais. Em abril de 2018, foi convidada para cantar "Broto Legal" junto com Flavia Scanuffo e Thomas Machado durante a final da terceira temporada do programa, The Voice Kids (3.ª temporada).

## The Voice Kids Brasil
| Etapa             | Data       | Música | Resultado | Ref.   |
| ----------------- | ---------- | --- | --------- | ------ |
| Audições às cegas | 03/01/2016 | "História de uma Gata"                                                                                          | Aprovada  | [ 20 ] |
| Batalhas          | 14/02/2016 | "Superfantástico"                                                                                               | Aprovada  | [ 21 ] |
| Quartas de Final  | 13/03/2016 | "O Caderno" | Aprovada  | [ 22 ] |
| Semifinal         | 20/03/2016 | "Banho de Lua"                                                                                                  | Aprovada  | [ 23 ] |
| Final             | 27/03/2016 | "Sítio do Pica-Pau Amarelo" "É tão lindo" (dueto com Carlinhos Brown) "O Carimbador Maluco" (com os finalistas) | 2° lugar  | [ 24 ] |

## Prêmios e Indicações

### Troféu Litoral Music
| Ano  | Categoria                       | Resultado | Ref.   |
| ---- | ------------------------------- | --------- | ------ |
| 2018 | Cantora Mirim Destaque Nacional | Venceu    | [ 25 ] |